# 무이카마치역
무이카마치역(일본어: 六日町駅, むいかまちえき)은 일본 니가타현 미나미우오누마시 무이카 정(무이카마치)에 있는 동일본 여객철도의 철도역이다. 조에쓰선, 호쿠에쓰 급행 호쿠호쿠선이 지나간다.
호쿠호쿠 선을 이용하는 초쾌속 "스노우 래빗"이 정차한다.

## 역 구조
지상역으로, 승강장은 쌍섬식 2면 4선, 단식 1면 1선 구조이다. 역사는 선상 구조이다.
에치고유자와역이 관리하는 업무 위탁역으로, 역 업무는 JR 니가타 비즈니스가 대신 하고 있다. 개찰구는 동일본 여객철도와 호쿠에쓰 급행이 함께 쓴다. 역에서는 초록 창구(오전 7시부터 오후 8시까지), 자동발권기, 대합실, 자동판매기를 운영하고 있다. 1층에는 미나미우오누마 시 관광협회, "무네카타 시코 아트스테이션"(미술 전시장)이 있다.

### 승강장
| 1 | ■ 조에쓰선   | 에치고유자와 · 미나카미 · 다카사키 방면           |
| 2 | ■ 조에쓰선   | (대피 열차만 사용.)                               |
| 3 | ■ 조에쓰선   | 우라사 · 고이데 · 나가오카 방면                   |
| 3 | ■ 호쿠호쿠선 | 도야마 · 가나자와 방면 (특급 《하쿠타카》가 사용) |
| 4 | ■ 조에쓰선   | 에치고유자와 방면                                 |
| 5 | ■ 호쿠호쿠선 | 도카마치 · 우라가와라 · 나오에쓰 방면             |

## 역세권 정보
- 국도 제17호선
- 미나미우오누마시청사
- 미나미우오누마 시민회관
- FM 유키구니 (소출력 라디오 방송사)
- 무이카마치 온천과 공동욕장
- 호쿠에쓰 급행 본사옥

## 사진

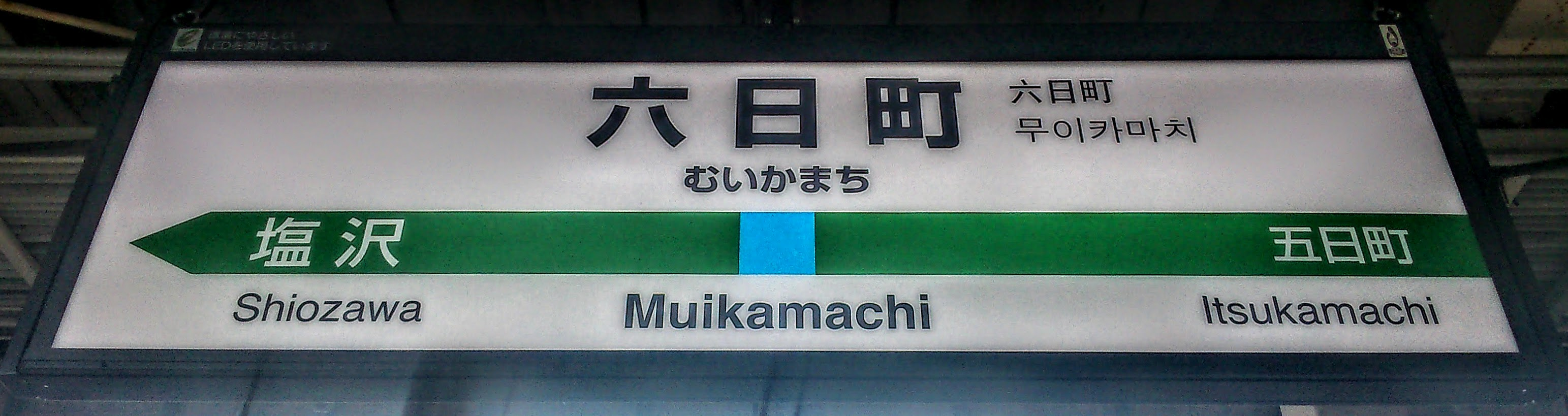
죠 에츠 선의 역명판
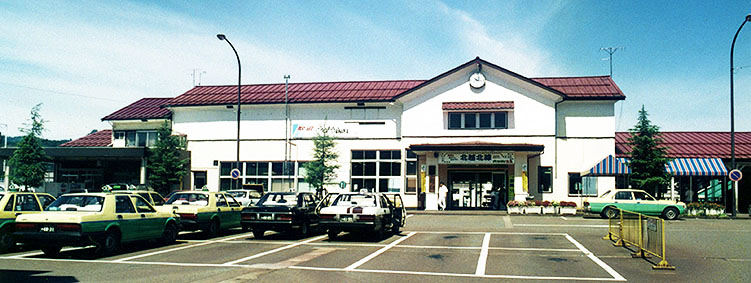
구 역사 동쪽 출구（1994년）
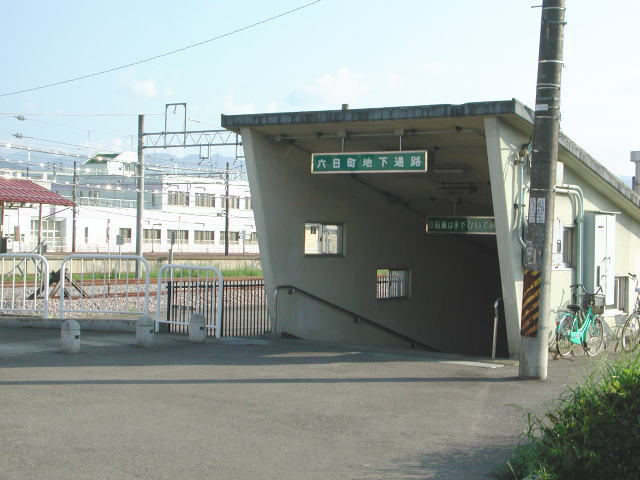
지하 연락 통로
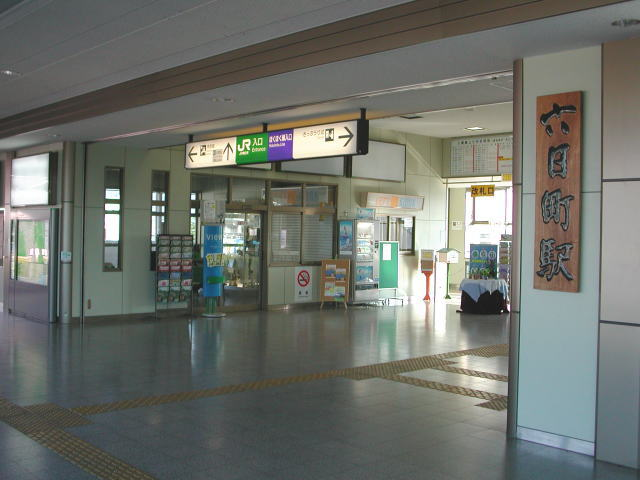
역 구내
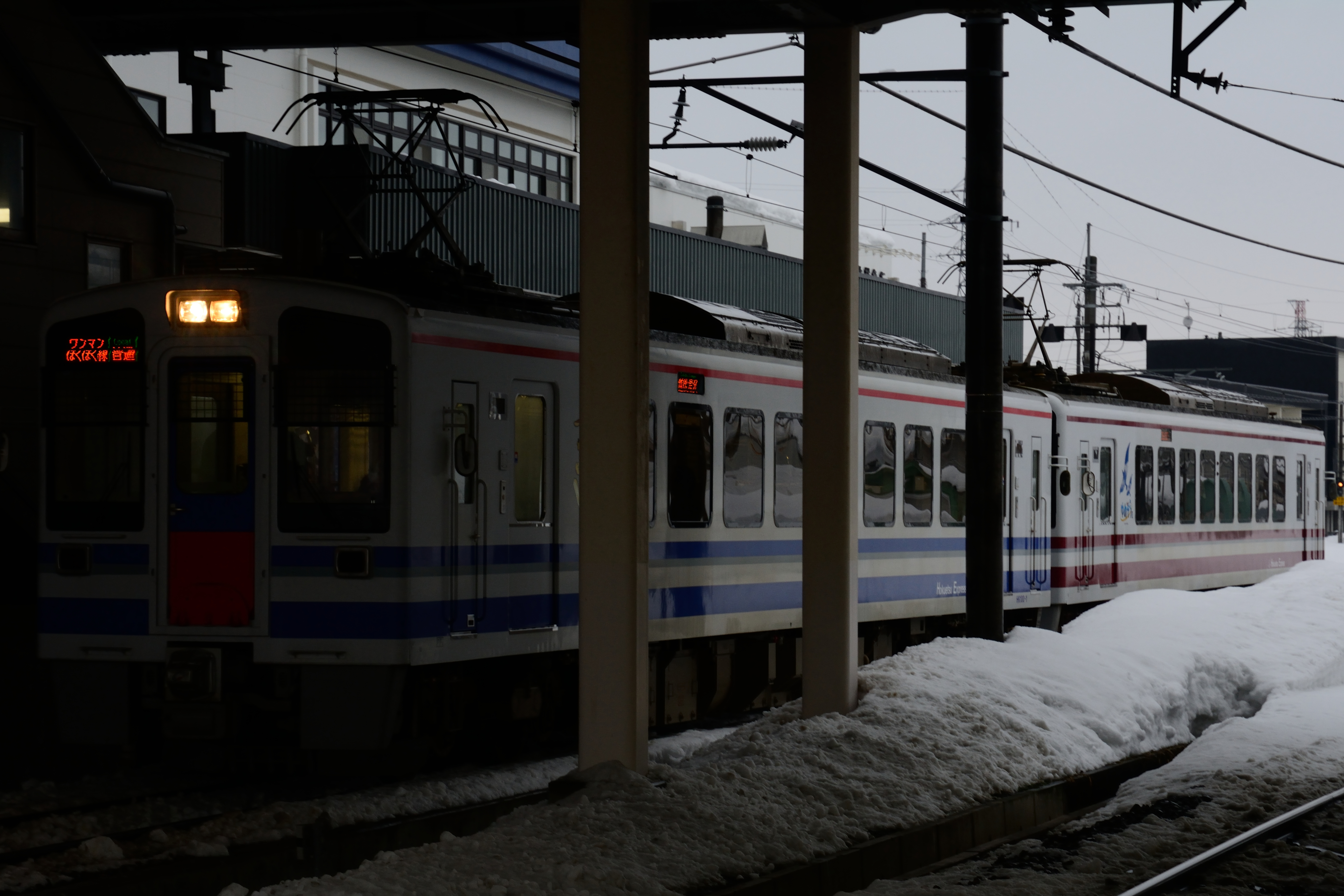
희희 락락 선 홈
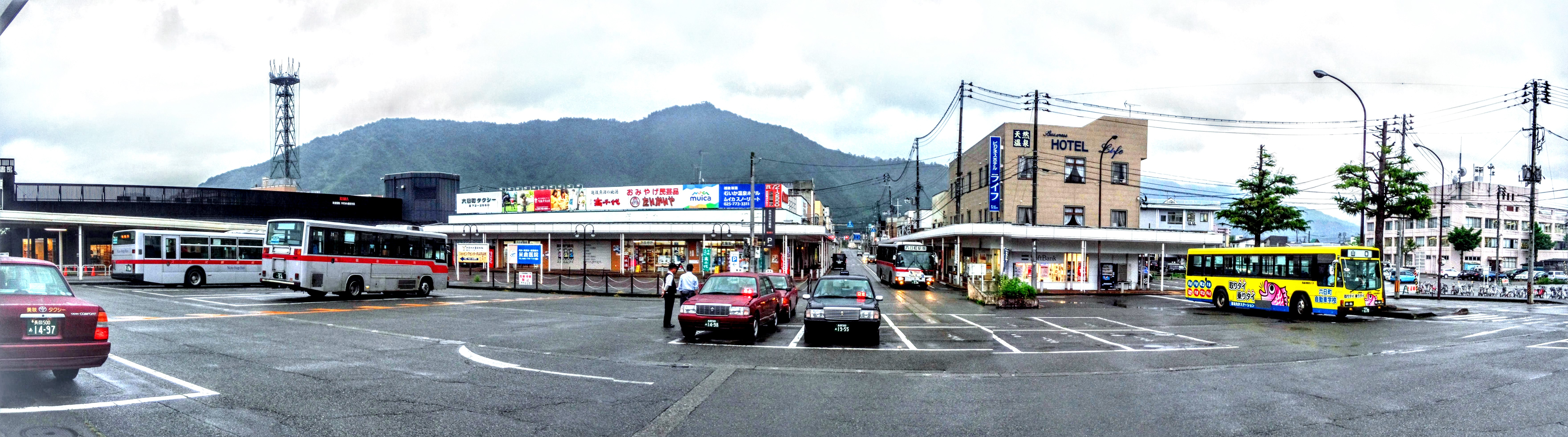
역전 광장
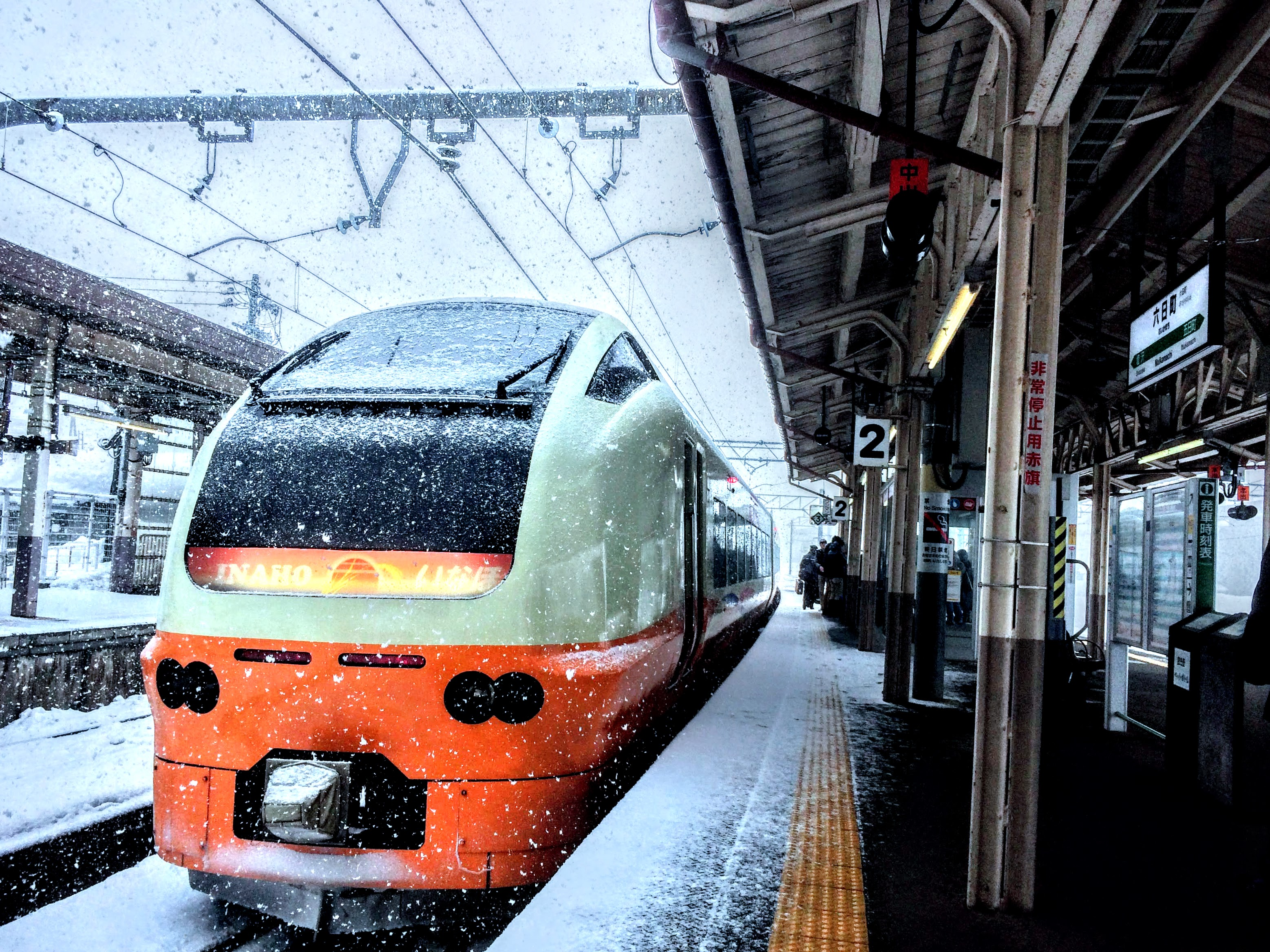
2 호선
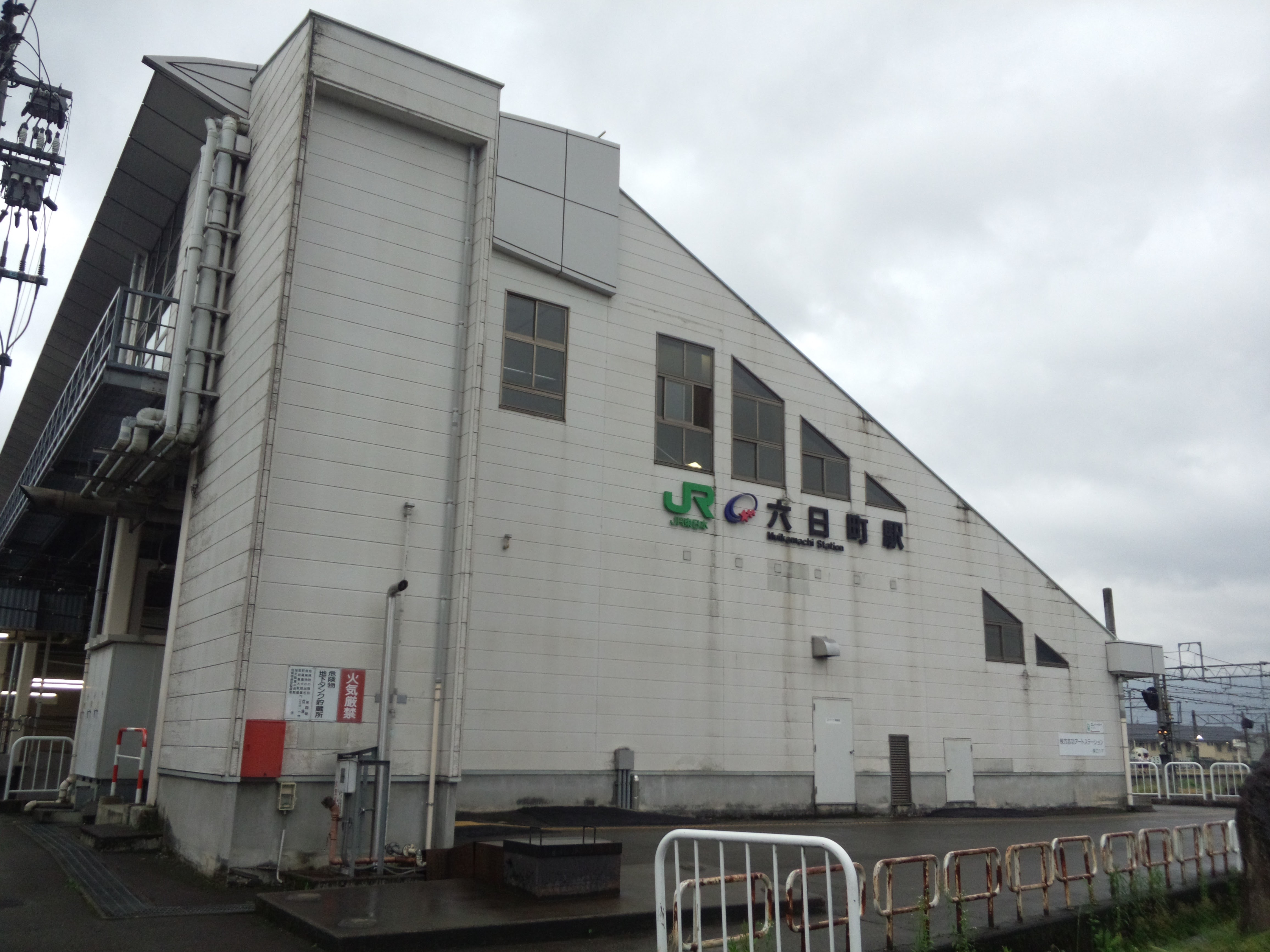
서쪽 출구
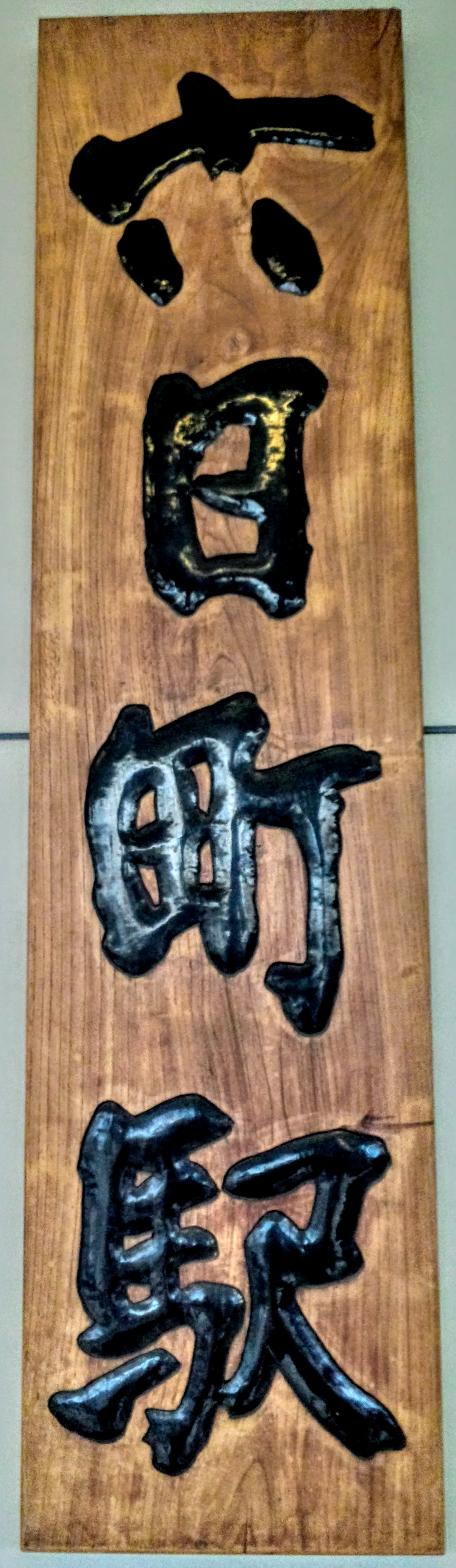
역명 표시
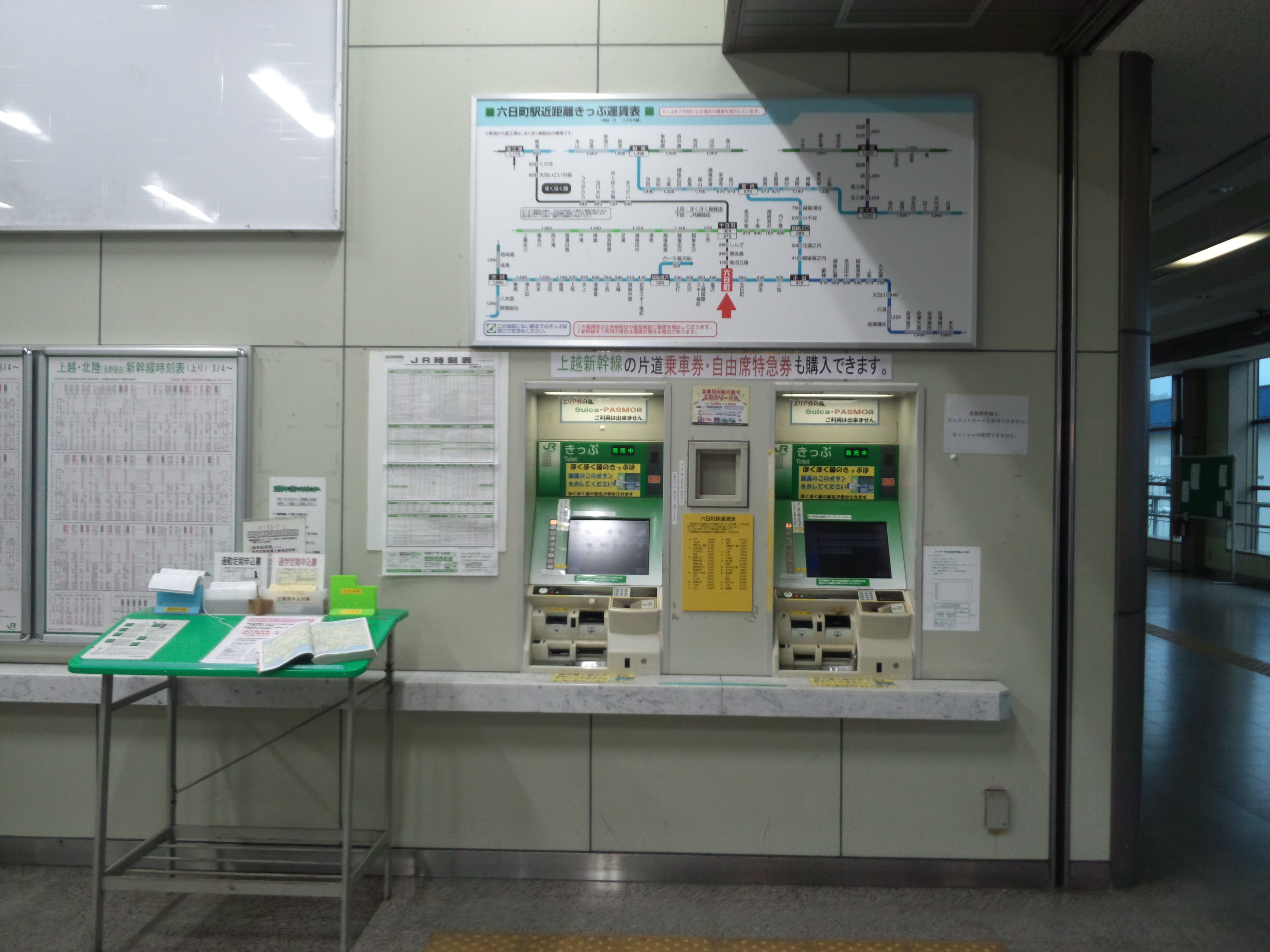
자동 매표기
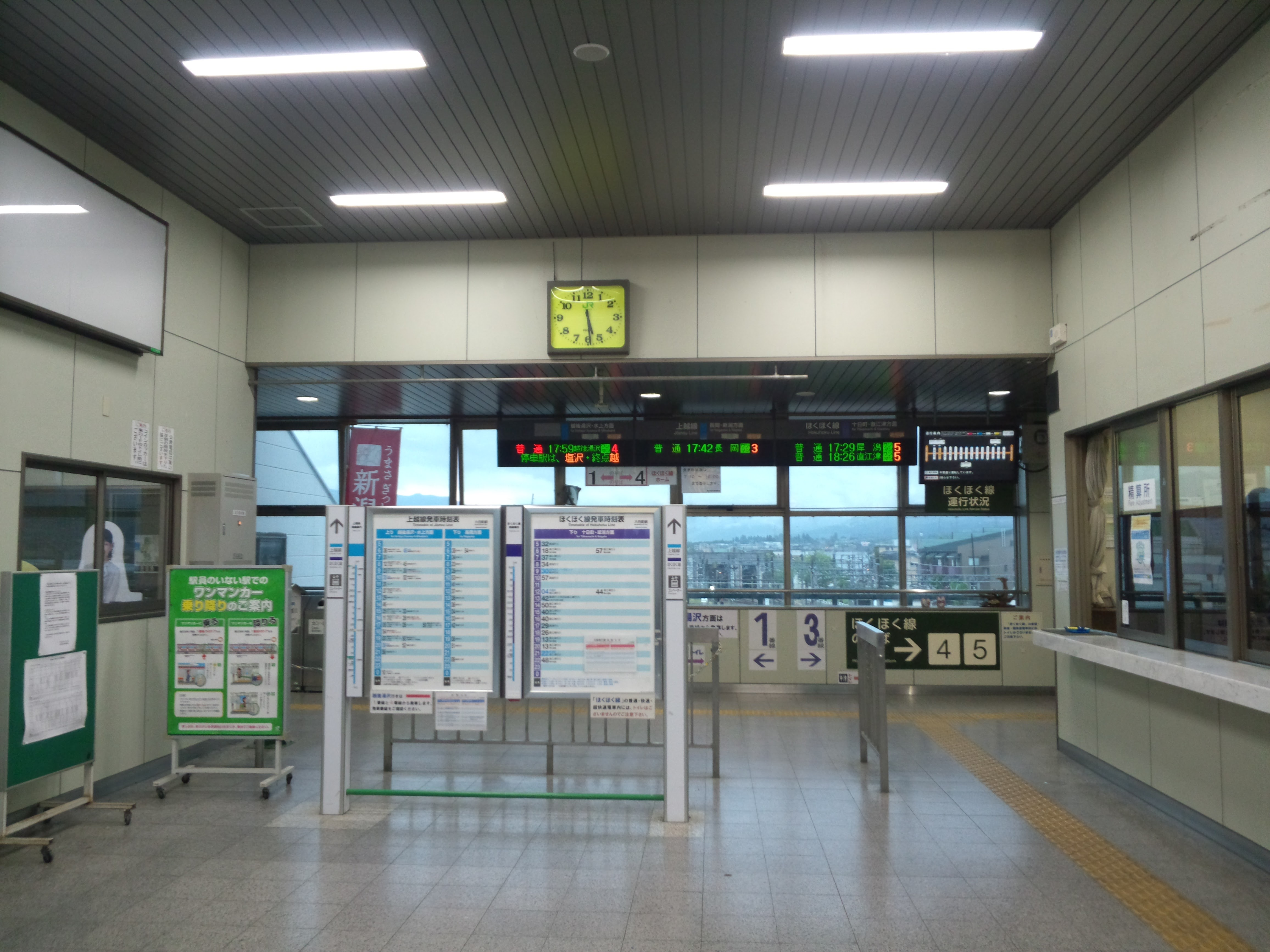
개찰구
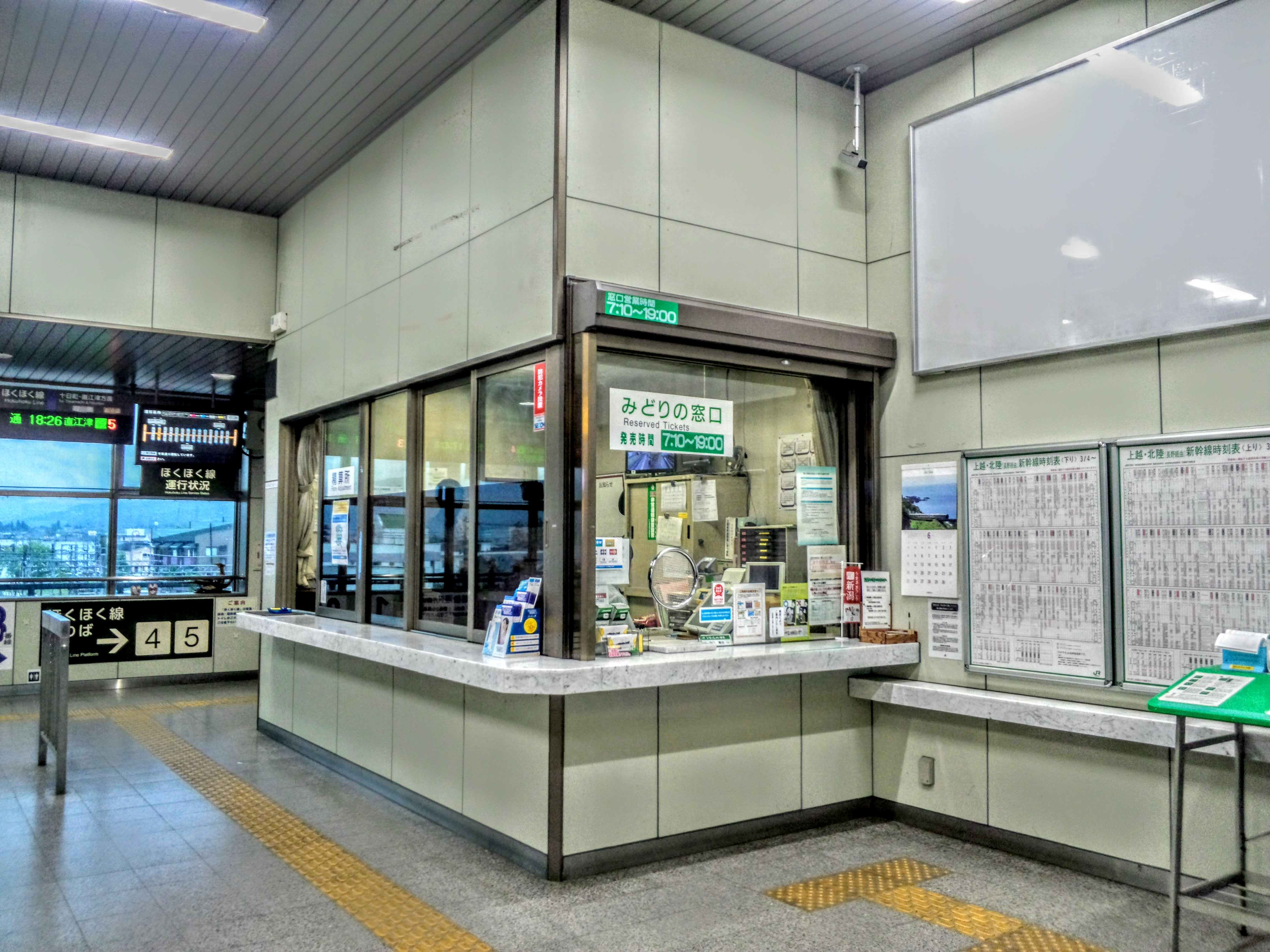
개찰 (왼쪽)와 미도리의 창구 (오른쪽)
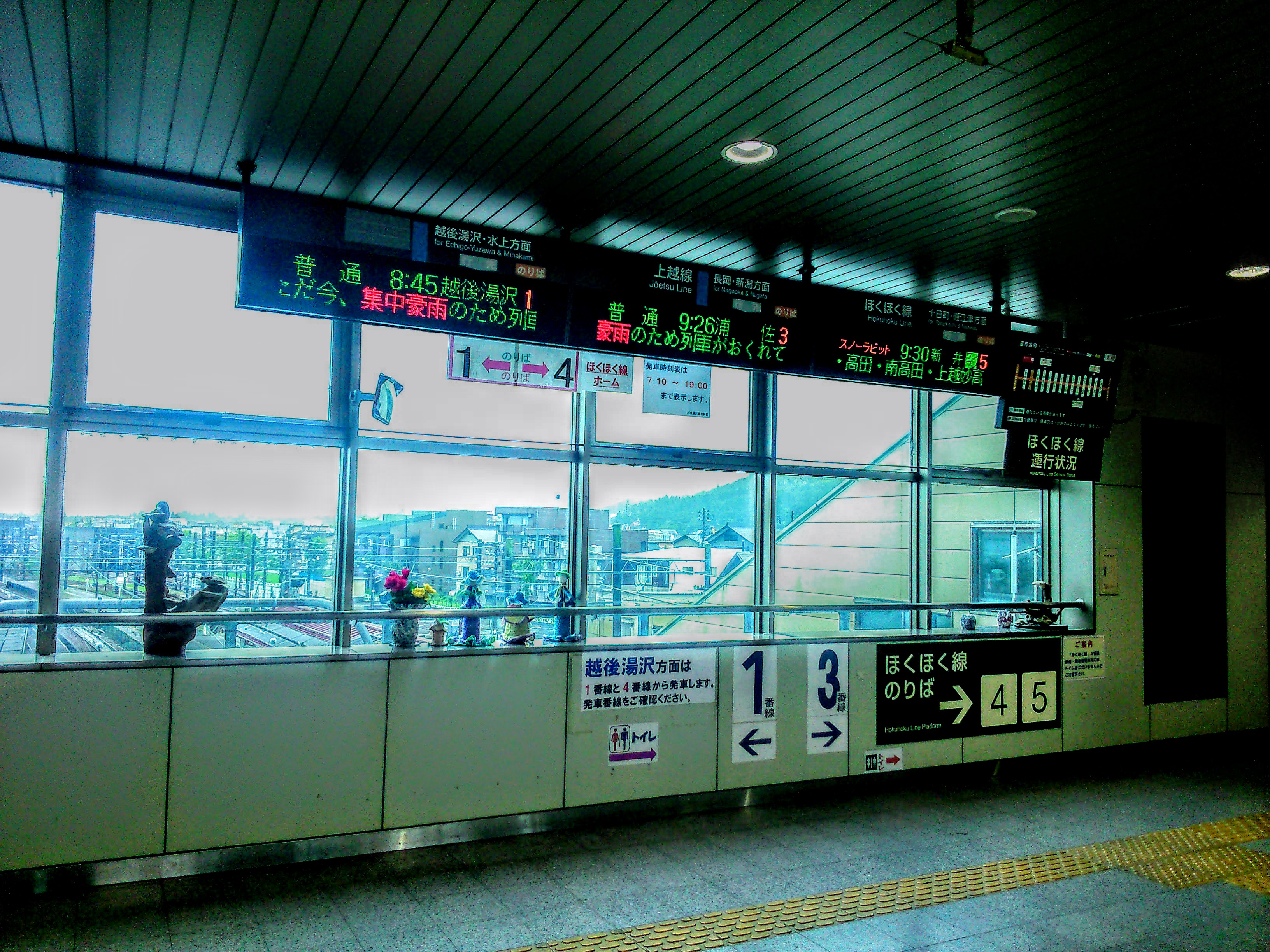
발차 표
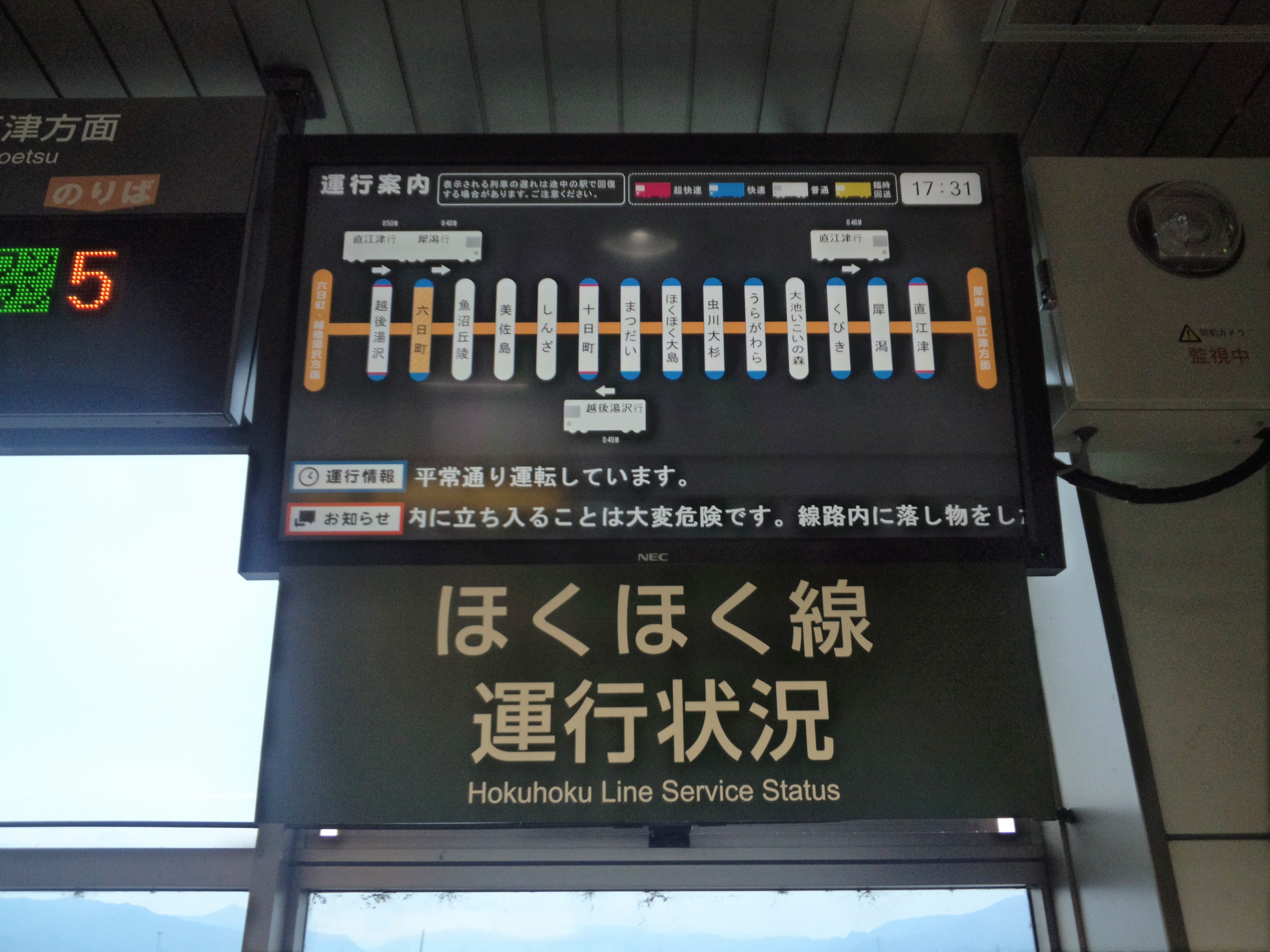
희희 락락 선 운행 상황을 표시하는 텔레비전

## 역사
- 1923년 11월 18일 - 일본국유철도 조에쓰호쿠 선의 역으로 개업했다.
- 1931년 9월 1일 - 조에쓰선이 미나카미역까지 연장되었다.
- 1987년 4월 1일 - 민영화에 따라 동일본 여객철도의 소속이 되었다.
- 1997년 3월 22일 - 호쿠에쓰 급행 호쿠호쿠선의 개통으로 환승역이 되었다.

## 인접역
| 동일본 여객철도 조에쓰선 | 동일본 여객철도 조에쓰선 | 동일본 여객철도 조에쓰선        |
| ------------------------ | ------------------------ | ------------------------------- |
| 시오자와 다카사키 방면   | ■ 보통                   | 무이카마치 나가오카·니가타 방면 |